# Treville
Treville – miejscowość i gmina we Włoszech, w regionie Piemont, w prowincji Alessandria.
Według danych na styczeń 2010 gminę zamieszkiwało 281 osób przy gęstości zaludnienia 60,2 os./1 km².